# Kyllinga bigibbosa
Kyllinga bigibbosa är en halvgräsart som först beskrevs av Francis Raymond Fosberg, och fick sitt nu gällande namn av Kaare Arnstein Lye. Kyllinga bigibbosa ingår i släktet Kyllinga och familjen halvgräs.
Artens utbredningsområde är Aldabra. Inga underarter finns listade i Catalogue of Life.